# Rally de Madrid de 1992
El Rally de Madrid de 1992, oficialmente 9.º Rally de Madrid, fue la novena edición, la cuadragésimo sexta cita de la temporada 1992 del Campeonato de Europa de Rally y la duodécima de la temporada 1992 del Campeonato de España de Rally. Fue también puntuable para la Copa Clio y el Desafío Peugeot. Se celebró del 21 al 22 de noviembre y contó con un itinerario de quince tramos que sumaban un total de 164 km cronometrados. En esta edición se presentaron varios problemas. Valeo dejó de patrocinar la prueba y al no encontrar financiación la federación española logró que el RACE se hiciera cargo de la misma. Además se hicieron cambios de última hora por problemas en los tramos.

## Itinerario
| Día   | Tramo | Nombre       | Distancia | Ganador                 | Líder       |
| ----- | ----- | ------------ | --------- | ----------------------- | ----------- |
| Día 1 | TC1   | Jarama       | 19.00 km  | Jesús Puras             | Jesús Puras |
| Día 1 | TC2   | Torrelaguna  | 7.80 km   | Jesús Puras             | Jesús Puras |
| Día 1 | TC3   | Torrebeleña  | 10.99 km  | Luis Monzón             | Jesús Puras |
| Día 1 | TC4   | Canencia     | 11.30 km  | Jesús Puras Luis Monzón | Jesús Puras |
| Día 1 | TC5   | Parrilla Uno | 11.15 km  | Jesús Puras             | Jesús Puras |
| Día 1 | TC6   | Parrilla Dos | 11.00 km  | Jesús Puras             | Jesús Puras |
| Día 1 | TC7   | Torrelaguna  | 7.80 km   | Jesús Puras Luis Monzón | Jesús Puras |
| Día 1 | TC8   | Torrebeleña  | 10.99 km  | Jesús Puras             | Jesús Puras |
| Día 1 | TC9   | Canencia     | 11.30 km  | Jesús Puras Luis Monzón | Jesús Puras |
| Día 1 | TC10  | Parrilla Uno | 11.15 km  | Jesús Puras             | Jesús Puras |
| Día 1 | TC11  | Parrilla Dos | 11.00 km  | Jesús Puras             | Jesús Puras |
| Día 1 | TC12  | Torrelaguna  | 7.80 km   | Jesús Puras             | Jesús Puras |
| Día 1 | TC13  | Canencia     | 11.30 km  | Jesús Puras             | Jesús Puras |
| Día 1 | TC14  | Parrilla Uno | 11.15 km  | Jesús Puras             | Jesús Puras |
| Día 1 | TC15  | Parrilla Dos | 11.00 km  | Jesús Puras             | Jesús Puras |

## Clasificación final
| Pos. | Piloto          | Copiloto            | Automóvil                 | Tiempo  | Diferencia |
| ---- | --------------- | ------------------- | ------------------------- | ------- | ---------- |
| 1.   | Jesús Puras     | Álex Romaní         | Lancia Delta HF Integrale | 1:34:52 | 0.0        |
| 2.   | Luis Monzón     | Gaspar León         | Lancia Delta HF Integrale | 1:36:29 | +1:37      |
| 3.   | José Mari Ponce | José Carlos Déniz   | BMW M3 E30                | 1:37:21 | +2:29      |
| 4.   | Francisco Cima  | Jacinto Martínez    | Renault Clio 16S          | 1:43:51 | +8:59      |
| 5.   | Daniel Alonso   | Salvador Belzunces  | Ford Sierra RS Cosworth   | 1:44:59 | +10:07     |
| 6.   | Luis Climent    | José Antonio Muñoz  | Opel Corsa A GSi          | 1:46:13 | +11:21     |
| 7.   | Iñigo Lilly     | Mario Saguillo      | Opel Corsa A GSi          | 1:46:24 | +11:32     |
| 8.   | Carlos Esteban  | Pablo Martín Prados | Ford Sierra RS Cosworth   | 1:48:05 | +13:13     |
| 9.   | Gonzalo Arche   | Ana Arche           | Renault Clio 16V          | 1:48:38 | +13:46     |
| 10.  | Miguel Solé     | Joan Moreno         | Peugeot 309 GTI           | 1:48:58 | +14:06     |